# Deiratonotus kaoriae
Deiratonotus kaoriae is een krabbensoort uit de familie van de Camptandriidae. De wetenschappelijke naam van de soort is voor het eerst geldig gepubliceerd in 2007 door Miura, Kawane & Wada.